# Microtityus solegladi
Espèce
Microtityus solegladi est une espèce de scorpions de la famille des Buthidae.

## Distribution
Cette espèce est endémique de République dominicaine. Elle se rencontre dans la Sierra de Neiba dans les provinces d'Independencia et de Barahona.

## Description
La femelle holotype mesure 27,24 mm, les mâles mesurent de 20,31 à 20,63 mm et les femelles de 27,04 à 27,24 mm.

## Étymologie
Cette espèce est nommée en l'honneur de Michael E. Soleglad.

## Publication originale
- Armas & Teruel, 2012 : « Revisión del género Microtityus Kjellesvig-Waering, 1966 (Scorpiones: Buthidae) en República Dominicana. » Revista Iberica de Arachnologia, no 21, p. 69-88 (texte intégral).